# Куусалу (волость)
Куусалу (ест. Kuusalu vald) — волость на півночі Естонії в повіті Гар'юмаа. Адміністративний центр — селище Куусалу.

## Адміністративно-територіальний поділ
У складі волості 3 селища: (Куусалу, Кію і Колга) і 64 села: Аабла, Алліка, Андінееме, Ару, Вагасту, Валгейие, Валкла, Ванакюла, Вігазоо, Війністу, Вірве, Гааваканну, Гара, Гірвлі, Ільмасталу, Йоавескі, Йумінда, Каберла, Кагала, Казіспеа, Кальме, Кемба, Кійу-Аабла, Кодазоо, Койтйерве, Колга, Колгакюла, Колгу, Козу, Котка, Купу, Курзі, Куузалу, Кинну, Кюлмаалліка, Леезі, Лійапексі, Локса, Мурксі, Мустамеца, Мууксі, Мяепеа, Ниммевескі, Пала, Парксі, Педаспеа, Пудізоо, Пиг'я, Пяріспеа, Регаце, Румму, Салміцу, Саунья, Сігула, Соорінна, Суру, Суурпеа, Сийтме, Тамміспеа, Таммісту, Тапурла, Турбунееме, Тиреска, Цітре, Уурі.

## Історичні пам'ятки
Куусалуська волосна управа розміщена в історичному маєтку Кійу. У волості зберігся дворянський маєток Миза Колга.

## Відомі особистості
У волості народився:
- Ґустав Вілбасте (1885—1967) — естонський ботанік (с. Хааваканну).